# Olympische Winterspiele 1924/Teilnehmer (Jugoslawien)
| Gelbes Symbol für Goldmedaillen mit stilisierten Olympischen Ringen | Graues Symbol für Silbermedaillen mit stilisierten Olympischen Ringen | Braundes Symbol für Bronzemedaillen mit stilisierten Olympischen Ringen |
| ------------------------------------------------------------------- | --------------------------------------------------------------------- | ----------------------------------------------------------------------- |
| —                                                                   | —                                                                     | —                                                                       |

Jugoslawien nahm an den Olympischen Winterspielen 1924 in Chamonix mit einer Delegation von vier Athleten in einer Sportart teil. Das jugoslawische NOK hatte sechs Sportler zu den Spielen gemeldet, von denen vier an Wettkämpfen teilnahmen.

## Bilanz
Es kamen nur vier Skiläufer zum Einsatz. Für die Sportler vom Balkan zählte nur der olympische Gedanke. Ernsthafte Chancen rechneten sie sich ohnehin nicht aus und so kam es auch, dass Zdenek Švigelj und Co wie erwartet nur hintere Plätze belegten, wenn sie denn überhaupt das Ziel erreichten. Die Eiskunstläuferin Pandakovic und der Skiläufer Benkovic reisten gar nicht erst an.

## Teilnehmer nach Sportarten

### Skilanglauf
| Athleten                     | Wettbewerb | Zeit        | Rang |
| ---------------------------- | ---------- | ----------- | ---- |
| Männer                       |            |             |      |
| Vladimir Kajzelj (Slowenien) | 18 km      | 2:00:43,0 h | 34   |
| Mirko Pandaković (Kroatien)  | 18 km      | -           | DNF  |
| Mirko Pandakovic (Kroatien)  | 50 km      | -           | DNF  |
| Zdenko Švigelj (Slowenien)   | 18 km      | 1:50:27,6 h | 32   |
| Zdenko Švigelj (Slowenien)   | 50 km      | -           | DNF  |
| Dušan Zinaja (Kroatien)      | 18 km      | 2:12:19,4 h | 36   |
| Dušan Zinaja (Kroatien)      | 50 km      | -           | DNF  |